# Seo Young-eun
Seo Young-eun (* 18. Mai 1943 in Kangnŭng in der Provinz Kangwon) ist eine südkoreanische Schriftstellerin.

## Leben
Seo Young-eun wurde am 18. Mai 1943 in Kangnŭng in der Provinz Kangwon geboren. Ihre Familie verfügte über großen Landbesitz und war daher relativ wohlhabend. Ab dem 11. Lebensjahr lernte sie von ihrem älteren Bruder, der an der Fremdsprachen-Universität Korea Anglistik studierte, Englisch. Nach ihrem Eintritt in die Kangnŭng Mittelschule für Mädchen war sie aufgrund ihrer Sprachkenntnisse eine sehr geschätzte Schülerin, wodurch sich ihre krankhafte Schüchternheit und Kontaktscheu ein wenig legte. In dieser Zeit las sie viele Romane von Schriftstellern wie Chŏng Pi-sŏk, Kim Nae-sŏng und Kim Mal-bong.
Ab 1958 studierte sie an der Pädagogischen Fachschule Kangnŭng. In dieser Zeit verehrte sie einen Lehrer, der Gedichte schrieb, und diese Erfahrung schilderte sie in ihrem späteren Roman Die goldene Feder. Da sie die Pädagogische Fachschule von Anfang an gegen ihren Willen besuchte, verbrachte sie ihre Studienzeit in Melancholie. Bei der schriftlichen Eignungsprüfung für das Lehramt belegte sie den zweiten Platz, fiel aber bei der Praxisprüfung im Fach Tanzen durch, weil sie sich nicht bewegte. 1963 begann sie, an der Konkuk University Anglistik zu studieren, brach das Studium jedoch zwei Jahre später ab.
1968 wurde ihre Kurzgeschichte Die Brücke mit dem Preis für Nachwuchsschriftsteller der Zeitschrift „Welt der Gedanken“ (Sasang segye) ausgezeichnet. 1969 begann ihre literarische Laufbahn, nachdem ihre Kurzgeschichte Ich und ich von der Monatszeitschrift „Literatur“ (Wŏlgan munhak) ausgezeichnet worden war. Ab 1973 arbeitete sie bei der neuen Zeitschrift „Koreanische Literatur“ (Hanguk munhak) und wurde während dieser Zeit stark von Herausgeber Kim Tong-ni und Chefredakteur Lee Moon-gu beeinflusst. 1987 heiratete sie ihren großen Lehrer und Geliebten Kim Tong-ni. Sie veröffentlichte Wie man die Wüste durchquert (1975), Das Fest des Fleisches und der Knochen (1977), Die goldene Feder (1980), Zum Berg (1983) und Der ferne Geliebte (1983) und schrieb in einem symbolträchtigen Fabelstil hauptsächlich über den Konflikt des Ichs. Mit einem Blick für das Wesentliche verleiht sie den Lebensbedingungen der Wirklichkeit die Bedeutung in einer absoluten Welt.
Nach dem Tod ihres Mannes geriet sie zwei bis drei Jahre lang in eine extreme psychische Krise und gab ihre literarische Arbeit fast auf. 1997 begann sie damit, ihren Roman Ich und ich in der Literaturzeitschrift "Literarischer Gedanke" (Munhak sasang) in monatlichen Fortsetzungen zu veröffentlichen. Ich und ich signalisiert eine Veränderung ihrer Literatur, die sie aus dem Einfluss ihres Mannes, der in ihren Werken überall Spuren hinterließ, heraustreten lässt.
Derzeit schreibt sie an ihrem neuen Roman 꽃들은 어디로 갔나 (Wohin sind die Blumen gegangen?), auf den sie sich seit 10 Jahren vorbereitet.

## Arbeiten

### Erzählbände
- 사막을 건너는 법 (Wie man die Wüste durchquert), Munhak yesulsa, Seoul 1977
- 살과 뼈의 축제 (Das Fest des Fleisches und der Knochen), Munye pip'an, Seoul 1978
- 황금깃털 (Die goldene Feder), Nanam, Seoul 1984
- 사다리가 놓인 창 (Das Fenster mit der Leiter), Munhak-kwa pip'yŏngsa, Seoul 1990
- 길에서 바닷가로 (Vom Weg ans Meer) Chakka chŏngsin, Seoul 1992

### Romane
- 술래야 술래야 (Blindekuh) Seoul: Taewondang 1981
- 그리운 것은 문이 되어 (Das Ersehnte soll eine Tür werden) Seoul: Ch'ŏngmaek 1989
- 나의 미끄럼틀 그리고 오후 (Meine Rutschbahn und der Nachmittag) Seoul: Tonghwa sŏjŏk 1993
- 꿈길에서 꿈길로 (Von Traum zu Traum) Seoul: Ch'ŏnga ch'ulp'ansa 1995
- 그녀의 여자 (Ihre Frau) Seoul: Munhak sasang 2000

### Übersetzungen

#### Deutsch
- Der ferne Geliebte in: Koreanische Erzählungen. Zweisprachige Ausgabe Koreanisch/Deutsch, Seoul: Eul-Ji-Mun-Wha-Sa 1997

#### Englisch
- A walk in the mountains Seoul: Hollym 2004

## Auszeichnungen
- 1983: Yi-Sang-Literaturpreis
- 1990: Yŏnam-Literaturpreis